# مييان (قديس)
إميليانو دي لا كوجويا، والمعروف أيضًا باسم مييان، (بالإنجليزية: Aemilian of Cogolla)‏‏ قسيس من إسبانيا، وُلد في بيرثيو عام 473. كان ناسكًا وتلميذًا لفيليس دي بيليبيو، الذي اعتُبر قديسًا. وتُوفي إميليانو دي لا كوجويا في دير سان مييان دي سوسو عام 574، وحُفظت رفاتهم في دير سان مييان دي يوسو.